# Straalmolen
De Straalmolen is een watermolen op de Grote Nete aan de Watermolenweg in het Belgisch gehucht Straal in Olmen. De molen is tegenwoordig in gebruik als korenmolen.

## Geschiedenis
De eerste vermelding van de Straalmolen is uit 1374. Hij behoorde oorspronkelijk aan de Heer van Olmen. In de 15e eeuw was dat iemand van de familie Van Bakhoven. In 1596 werd de heerlijkheid verkocht aan de familie Damant en niet lang daarna, door vererving, aan de familie Van Varick. In 1651 werd ze omgebouwd tot een smoutmolen. Het was een renderend bedrijf.
In 1766 brandde de molen af, maar ze werd in 1767 herbouwd, doch zonder smoutmolen. Nu was ze eigendom van de familie De Clippele. Als molenaar kwam de familie Leysen op de molen die ook de Leyssensmolen of treitermolen bouwde, wat een standerdmolen was die werd gebouwd als protest tegen de opkomst van de concurrerende vrije molens waarvan, sinds de afschaffing van het ancien régime in 1789, de bouw was toegestaan.
Francis Leysen kwam in 1809 op de molen, en wist deze winstgevend te maken en met een korte onderbreking bleef de familie op de molen tot 1919. Victor Leysen bracht het van 1908-1919 zelfs tot burgemeester van Olmen. Maar in deze roerige tijden brandde de molen uit, waarbij Leysen bijna omkwam. Er bestond een vermoeden van brandstichting.
Van 1919-1934 werd de molen gedreven door Eugeen Voordeckers, maar ze raakte bouwvallig. De familie De Clippele verkocht de molen aan de familie Van Elsen, die de molen moderniseerde en ombouwde tot turbinemolen, waarbij het waterrad uiteraard verdween en een Francisturbine ervoor in de plaats kwam. De molen bleef echter maalvaardig en ze wordt tot op heden nog gebruikt.
De molen werd in 1997 beschermd als monument en de omgeving als dorpsgezicht.